# 22 de Abril, Descobriu o Brasil
22 de abril, descobriu o Brasil é o 2º episódio da terceira temporada da série de televisão brasileira de comédia de situação Os Caras de Pau, e o 77º episódio da série em geral. Foi dirigido por Márcio Trigo, e escrito por Marcius Melhem. O episódio foi originalmente exibido pela Rede Globo em 22 de abril de 2012.

## Enredo
Pedrão (interpretado por Marcius Melhem) encontra a receita da pizza que sua avó fazia e decide se arriscar na cozinha. Jorginho (interpretado por Leandro Hassum) se anima com a ideia do amigo e os dois vão até o mercado de Broncoli (interpretado por Márcio Ribeiro) para comprar os ingredientes. O dono do mercado aproveita para mostrar que é um especialista em massas. Enquanto Broncoli fala de seus dotes, Seu Manuel (interpretado por Marcello Caridade) aparece e os dois começam a discutir sobre qual país teria inventado a pizza: Itália ou Portugal.
Para descobrir a verdadeira origem da receita, a dupla faz uma viagem no tempo. Seu Manuel tenta convencer a todos que seu bisavô foi um dos inventores da pizza. Mas a tarefa não será tão fácil, já que Broncoli pede cada vez mais informações ao padeiro sobre a chegada da receita à Itália.

## Audiência
Em sua exibição original, o episódio obteve 13 pontos, audiência superior ao episódio exibido anteriormente - intitulado de "Uma Dupla a Perigo" - que obteve 9 pontos.